# Ordenanzas de Felipe II

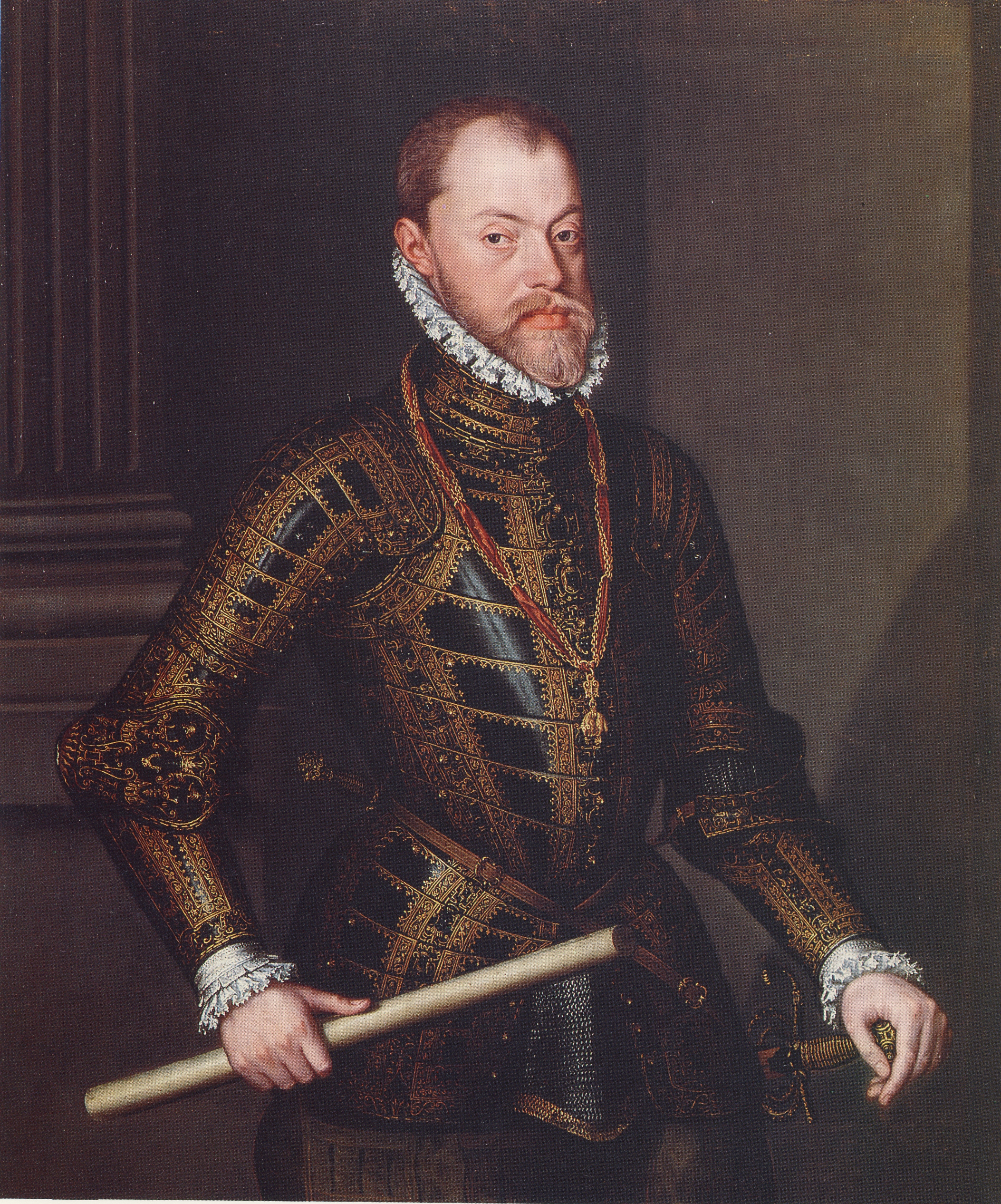
Felipe II de España retratado por Coello (1570).

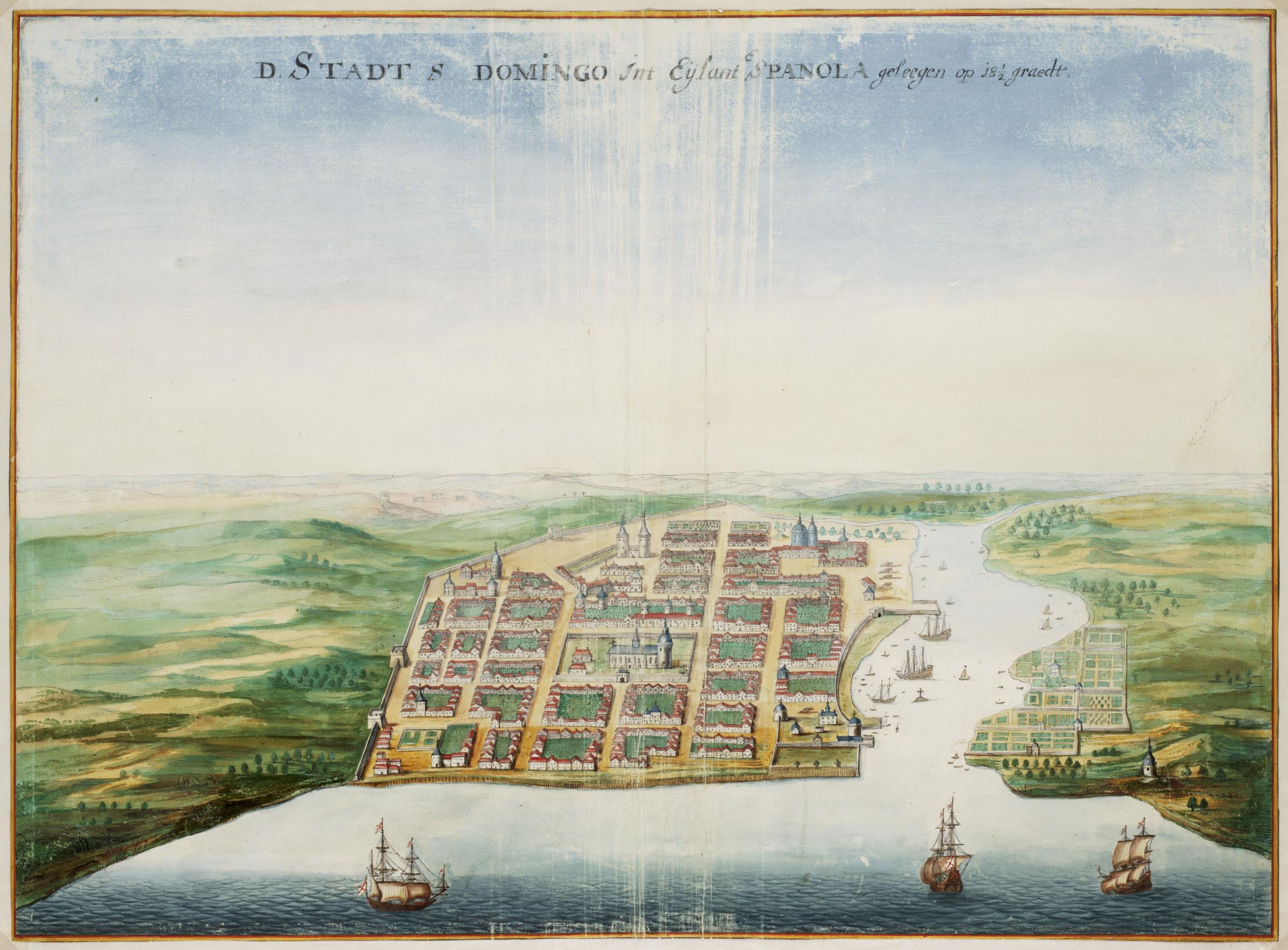
Plano de la ciudad de Santo Domingo en 1665.

Son conocidas como ordenanzas de Felipe II las que promulga en el Bosque de Segovia (Casa del Bosque o Palacio de Valsaín) el 13 de julio de 1573 mediante una autorización para la salida de una parte del libro II de las «Ordenanzas de descubrimientos, nueva población y pacificación de las Indias». 
Serán íntegramente publicadas el 3 de mayo de 1576 en San Lorenzo el real de El Escorial.

## Composición
Como se indica en el mismo título de las ordenanzas, estas buscaban regular los descubrimientos, poblaciones y pacificaciones en los emplazamientos de provincias ya consolidadas y de los futuros adelantamientos para fundar las nuevas poblaciones en América.

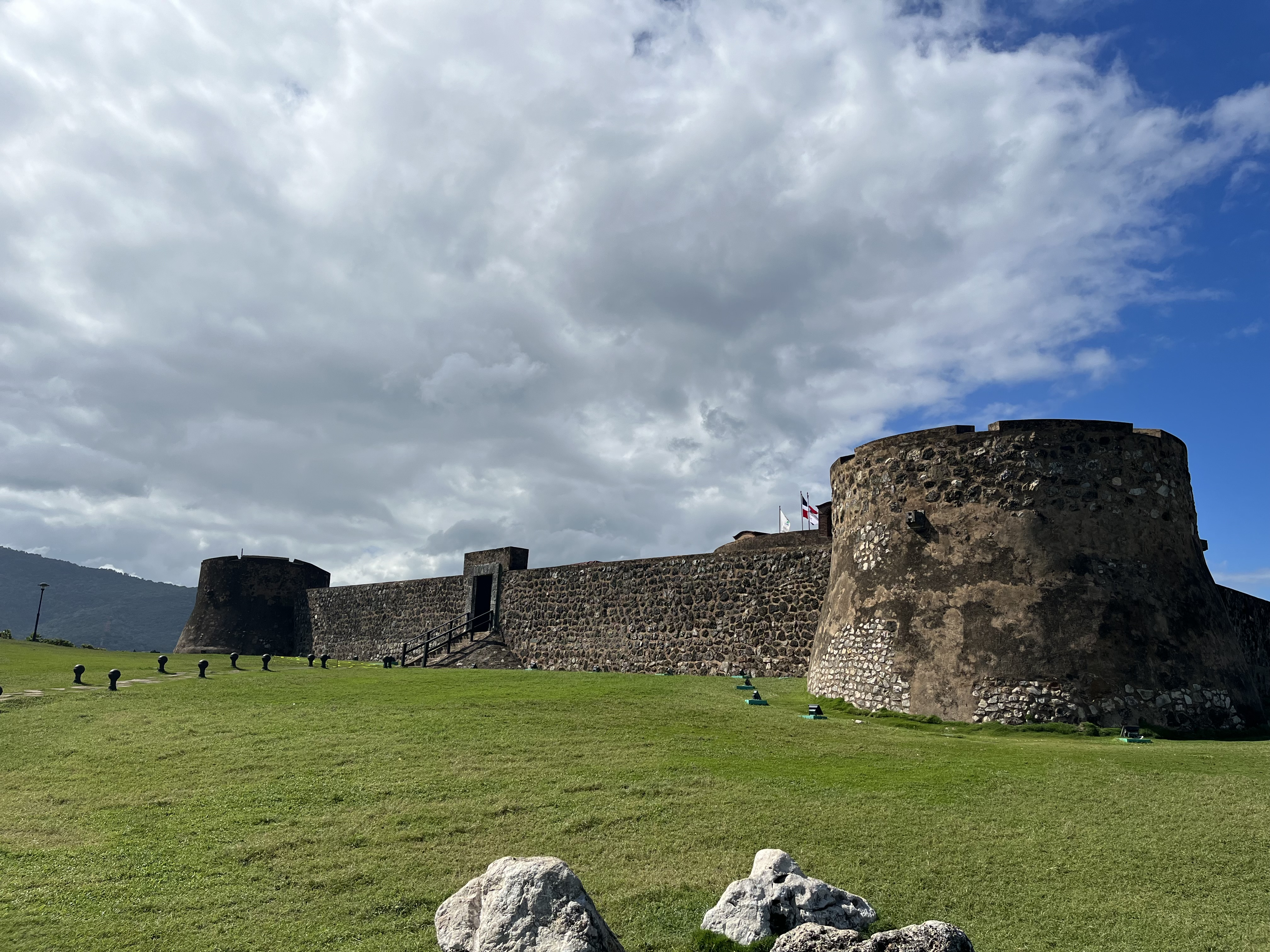
Vista de la Fortaleza de San Felipe, mandada construir por Felipe II en 1577 en Puerto Plata, actualmente República Dominicana.

Se componen las ordenanzas de 148 capítulos. De ellos se dedican los primeros 31 a los descubrimientos, asignándose a las nuevas poblaciones desde el capítulo 32 al 137, y, por último, los capítulos incluidos entre el 137 y 148 se dedican a regular las pacificaciones.
Son estas las que regulan elementos encontrados en todas las ciudades del continente, como el trazado ortogonal (en damero) de la malla vial, la dimensión de las manzanas urbanas, la manzana urbana vacía para ser usada como plaza municipal y la construcción de la iglesia sobre el costado oriental de la misma. Esto último porque el rito católico requiere que el altar se encuentre orientado hacia el este (el oriente, de ahí la palabra orientación).

## Antecesoras
Carlos I efectuó en 1542 una primera revisión (Leyes Nuevas) para regular jurídicamente el descubrimiento, conquista y población de las Indias Occidentales de Nuevo Mundo o Reinos de Indias.
Está estructura urbanística restauradora de lo mejor en ingeniería del momento y la más pura tradición clásica constructiva, fue iniciada en el Hemisferio Occidental a través de la conexión euro-afroatlántica de la Antigua capital archipielágica canaria de San Cristóbal de la Laguna, en su faceta  eclesiástico espiritual, y de Cabildo cívico-militar, como la primera ciudad renacentista española no fortificada; su plano fue el que dio un modelo para las ciudades virreinales de las Américas. De cuyo mérito deviene su vigente estatus de ciudad Patrimonio de la Humanidad, por la UNESCO, otorgado en 1999.